# Philippe Contamine
Philippe Contamine (Metz, 7 maggio 1932 – Parigi, 26 gennaio 2022) è stato un medievista francese, specialista nella storia della guerra e della nobiltà alla fine del Medioevo.

## Biografia
Dottore in lettere nel 1969, fu professore di storia medievale all'Università di Nancy II, all'Università Paris Ouest Nanterre La Défense e infine a Paris IV: Paris-Sorbonne sino al 2000, anno del suo pensionamento.
Nel 1990 fu ammesso all'Académie des inscriptions et belles-lettres, per succedere a Paul Lemerle; ne fu anche presidente per l'anno 2000.
Fu ufficiale della Legion d'onore ed ufficiale dell'Ordre des Arts et des Lettres.

## Opere principali
- Guerre, État et société à la fin du Moyen Âge. Études sur les armées des rois de France, 1337-1494 (tesi di dottorato, 1972, gli valse il Premio Gobert l'anno successivo).
- La Guerre au Moyen Âge, Presses universitaires de France (coll. Nouvelle Clio nº24), Parigi, 1980.
- La noblesse au royaume de France, de Philippe le Bel à Louis XII (1997).
- Histoire de la France politique. I, Le Moyen Âge, 481-1514, le roi, l'Église, les grands, le peuple (2002).
- La France et l'Angleterre pendant la guerre de Cent Ans, Hachette, 1982.